# Ian Peel
Ian R. Peel (* 18. Januar 1958 in Skipton-on-Swale) ist ein ehemaliger britischer Sportschütze.

## Erfolge
Ian Peel, der für den East Yorkshire Gun Club aktiv war, nahm dreimal an Olympischen Spielen im Trap teil. 1988 belegte er in Seoul den 25. Platz. Bei den Olympischen Spielen 2000 in Sydney erreichte er das Finale, das er mit 142 Punkten auf dem zweiten Platz hinter Michael Diamond und vor Giovanni Pellielo abschloss und damit die Silbermedaille gewann. Die Spiele 2004 in Athen beendete er auf dem 19. Platz. 1996 wurde Peel in Tallinn Europameister.
Bei den Commonwealth Games 1986 in Edinburgh gewann er sowohl in der Einzel- als auch der Paarkonkurrenz im Trap die Goldmedaille. 1990 wiederholte er in Auckland im Paarwettbewerb diesen Erfolg, während er im Einzel die Bronzemedaille gewann. Im Einzel sicherte sich Peel 1998 in Kuala Lumpur Silber, wohingegen er im Paarwettbewerb dieses Mal den dritten Platz belegte. Vier Jahre darauf gewann er in Manchester im Paarwettbewerb die Silbermedaille.
Peel ist verheiratet und hat zwei Kinder.